# Acide phosphoreux
L’acide phosphoreux, est un composé chimique de formule H3PO3. Il s'agit d'un diacide, et non d'un triacide comme sa formule pourrait le laisser entendre, mieux décrit par la formule (HO)2HP=O.

## Description
L'acide phosphoreux est un diacide diprotique, l'hydrogène directement lié à l'atome de phosphore central n'étant pas ionisable. Une formule chimique plus logique pour l'acide phosphoreux est HPO(OH)2 (structure tétraédrique), puisqu'il n'y a pas réellement trois groupes hydroxyle -OH dans cet acide, dont le tautomère P(OH)3 semble très minoritaire.

## Chimie
PBr3  +  3 ROH  →  3 RBr  +  HP(O)(OH)2
PBr3  +  3 RCOOH  →  3 RCOBr  +  HP(O)(OH)2
PCl3  +  3 H2O  →  HP(O)(OH)2  + 3 HCl

## Synthèse
L'acide phosphoreux peut être synthétisé par traitement de l'acide carboxylique, l'alcool, ou plus pratiquement l'eau, par le tribromure de phosphore ou plus communément trichlorure de phosphore.
La combustion lente du phosphore à l'air humide produit de l'acide phosphoreux contenant un peu d'acide phosphorique : ce mélange a été appelé acide phosphatique avant que l'on ne comprenne sa nature exacte

## Utilisation
La principale utilisation de cet acide se fait dans l'agriculture sous la forme de fertilisant ou pour la formation de sels 'phosphites' tels que le phosphite d'aluminium ou le phosphite de potassium.